# Grön Ungdom
Grön Ungdom (dansk: Grøn Ungdom) er en svensk politiske ungdomsorganisation for Miljöpartiet de Gröna. Organisationen blev grundlagt i 1986, og bygger ligesom dets moderparti på grøn ideologi. Ungdomsorganisationen er medlem af det europæiske samarbejde Federation of Young European Greens og internationalt Global Young Greens.